# Coupe UEFA 2005-2006
Navigation
Édition précédente Édition suivante
La Coupe UEFA 2005-2006 est la compétition de la Coupe UEFA qui, en 2005-2006, a mis aux prises des clubs de football du continent européen, dont les vainqueurs des Coupes nationales. 120 équipes de 51 associations de football y ont pris part.
La compétition qui a débuté le 14 juillet 2005 par le premier tour préliminaire et s'est terminée le 10 mai 2006 par la finale au PSV Stadion à Eindhoven a vu le sacre du Séville FC. C'est la première coupe de l'UEFA remportée par les Sévillans.
Cette édition de la compétition confirme le retour en forme d'équipes d'Europe de l'Est : Après la victoire du CSKA Moscou et le bon parcours de l'Austria Vienne l'année précédente, on assiste à un quart de finale inédit entre deux clubs de la capitale de la Roumanie, le Rapid Bucarest et le Steaua Bucarest, voyant ces derniers passer tout près d'atteindre la finale. Le FC Bâle et le Levski Sofia atteignent tous deux également les quarts de finale, contre toute attente, alors que ce sont des équipes à première vue relativement faibles, n'ayant plus de résultat au niveau européen depuis longtemps.

## Tours préliminaires

### Premier tour préliminaire
Les champions des deux fédérations classées entre aux 51e et le 52e rangs du classement UEFA, les vice-champions des 24 fédérations classées entre le 25e et le 49e rang (le Liechtenstein, 43e, n'ayant pas de championnat national), les vainqueurs ou finalistes des Coupes nationales des 21 fédérations classées entre le 29e et le 49e rang ainsi que Viking Stavanger, FSV Mainz 05 et Esbjerg fB qualifiés grâce au prix du fair play jouent en matchs aller-retour. Les 25 vainqueurs sont qualifiés pour le deuxième tour préliminaire.
| Équipe 1           | Score  | Équipe 2           | Aller 14 juillet 2005 | Retour 28 juillet 2005 |    |
| Mayence 05         | 4 - 0  | Mika Ashtarak      | 4 - 0                 | 0 - 0                  |    |
| Banants Erevan     | 4 - 3  | Lokomotiv Tbilissi | 2 - 3                 | 2 - 0                  |    |
| KS Teuta Durrës    | 3 - 4  | NK Široki Brijeg   | 3 - 1                 | 0 - 3                  |    |
| Etzella Ettelbruck | 0 - 6  | ÍBK Keflavík       | 0 - 4                 | 0 - 2                  |    |
| ÍBV Vestmannaeyjar | 2 - 3  | B36 Tórshavn       | 1 - 1                 | 1 - 2                  |    |
| Portadown FC       | 1 - 3  | Viking Stavanger   | 1 - 2                 | 0 - 1                  |    |
| Nistru Otaci       | 5 - 2  | FK Xəzər Lənkəran  | 3 - 1                 | 2 - 1                  |    |
| Torpedo Koutaïssi  | 0 - 6  | BATE Borissov      | 0 - 1                 | 0 - 5                  |    |
| Omonia Nicosie     | 6 - 0  | Hibernians FC      | 3 - 0                 | 3 - 0                  |    |
| KS Elbasani        | 1 - 1  | Vardar Skopje      | 1 - 1                 | 0 - 0                  | *  |
| Bashkimi Kumanovo  | 4 - 1  | NK Zepce           | 3 - 0                 | 1 - 1                  | ** |
| Allianssi Vantaa   | 4 - 1  | CS Pétange         | 3 - 0                 | 1 - 1                  |    |
| FC Vaduz           | 2 - 1  | Dacia Chişinău     | 2 - 0                 | 0 - 1                  |    |
| Rhyl FC            | 4 - 4  | Atlantas Klaipėda  | 2 - 1                 | 2 - 3                  |    |
| SP Domagnano       | 0 - 8  | NK Domžale         | 0 - 5                 | 0 - 3                  |    |
| TVMK Tallinn       | 1 - 2  | MyPa 47            | 1 - 1                 | 0 - 1                  |    |
| Birkirkara FC      | 0 - 6  | APOEL Nicosie      | 0 - 2                 | 0 - 4                  |    |
| Linfield FC        | 2 - 2  | FK Ventspils       | 1 - 0                 | 1 - 2                  | *  |
| Longford Town      | 3 - 5  | Carmarthen Town    | 2 - 0                 | 1 - 5                  |    |
| FK Bakou           | 2 - 3  | MŠK Žilina         | 1 - 0                 | 1 - 3                  |    |
| Ferencváros        | 2 - 3  | MTZ-RIPA Minsk     | 0 - 2                 | 2 - 1                  |    |
| Esbjerg fB         | 7 - 2  | FC Flora Tallinn   | 1 - 2                 | 6 - 0                  |    |
| UE Sant Julià      | 0 - 10 | Rapid Bucarest     | 0 - 5                 | 0 - 5                  |    |
| NSÍ Runavík        | 0 - 6  | Metalurgs Liepaja  | 0 - 3                 | 0 - 3                  |    |
| Ekranas Panevėžys  | 1 - 2  | Cork City FC       | 0 - 2                 | 1 - 0                  |    |

 *  - aux buts à l'extérieur

 **  - au match aller, Bashkimi Kumanovo gagne par forfait, le NK Zepce ayant aligné un joueur non qualifié

### Deuxième tour préliminaire
Les 25 vainqueurs du tour précédent, les vice-champions des 9 fédérations classées entre le 16e et le 24e rang du classement UEFA, les troisièmes des 12 fédérations classées entre le 9e et le 20e rang ainsi que les vainqueurs ou finalistes des Coupes nationales des 16 fédérations classées entre le 13e et le 28e rang jouent en matchs aller-retour. Les 31 vainqueurs sont qualifiés pour le premier tour.
| Équipe 1           | Score  | Équipe 2                 | Aller 11 août 2005 | Retour 25 août 2005 |    |
| Rapid Bucarest     | 4 - 1  | Vardar Skopje            | 3 - 0              | 1 - 1               |    |
| OFK Belgrade       | 2 - 2  | Lokomotiv Plovdiv        | 2 - 1              | 0 - 1               | *  |
| Halmstads BK       | 5 - 3  | Linfield FC              | 1 - 1              | 4 - 2               |    |
| SV Pasching        | 3 - 3  | Zénith Saint-Pétersbourg | 2 - 2              | 1 - 1               | *  |
| Djurgårdens IF     | 1 - 1  | Cork City FC             | 1 - 1              | 0 - 0               | *  |
| Krylia Sovetov     | 4 - 0  | BATE Borissov            | 2 - 0              | 2 - 0               |    |
| MyPa 47            | 2 - 2  | Dundee United            | 0 - 0              | 2 - 2               | *  |
| NK Publikum Celje  | 1 - 3  | Levski Sofia             | 1 - 0              | 0 - 3               |    |
| FC Midtjylland     | 4 - 3  | B36 Tórshavn             | 2 - 1              | 2 - 2               |    |
| APOEL Nicosie      | 3 - 2  | Maccabi Tel-Aviv         | 1 - 0              | 2 - 2 a. p.         |    |
| Inter Zapresic     | 1 - 7  | Étoile rouge de Belgrade | 1 - 3              | 0 - 4               |    |
| MTZ-RIPA Minsk     | 2 - 3  | FK Teplice               | 1 - 1              | 1 - 2               |    |
| Rhyl FC            | 1 - 3  | Viking Stavanger         | 0 - 1              | 1 - 2               |    |
| FC Sopron          | 1 - 5  | Metalurg Donetsk         | 0 - 3              | 1 - 2               |    |
| Esbjerg fB         | 1 - 1  | Tromsø IL                | 0 - 1              | 1 - 0 a. p.         | ** |
| PFK Litex Lovetch  | 2 - 2  | HNK Rijeka               | 1 - 0              | 1 - 2               | *  |
| MŠK Žilina         | 3 - 4  | Austria Vienne           | 1 - 2              | 2 - 2               |    |
| SK Brann           | 2 - 0  | Allianssi Vantaa         | 0 - 0              | 2 - 0               |    |
| Bashkimi Kumanovo  | 0 - 11 | Maccabi Petah-Tikvah     | 0 - 5              | 0 - 6               |    |
| Dyskobolia         | 4 - 1  | Dukla Banska Bystrica    | 4 - 1              | 0 - 0               |    |
| Grasshopper Zürich | 3 - 3  | Wisła Płock              | 1 - 0              | 2 - 3               | *  |
| Zeta Golubovci     | 2 - 5  | NK Široki Brijeg         | 0 - 1              | 2 - 4               |    |
| Mayence 05         | 4 - 0  | ÍBK Keflavík             | 2 - 0              | 2 - 0               |    |
| Metalurgs Liepaja  | 2 - 6  | RC Genk                  | 2 - 3              | 0 - 3               |    |
| FC Vaduz           | 1 - 6  | Beşiktaş                 | 0 - 1              | 1 - 5               |    |
| Dinamo Bucarest    | 4 - 3  | Omonia Nicosie           | 3 - 1              | 1 - 2               |    |
| Legia Varsovie     | 1 - 5  | FC Zurich                | 0 - 1              | 1 - 4               |    |
| FC Copenhague      | 4 - 0  | Carmarthen Town          | 2 - 0              | 2 - 0               |    |
| Banants Erevan     | 2 - 8  | FC Dnipro Dnipropetrovsk | 2 - 4              | 0 - 4               |    |
| Nistru Otaci       | 0 - 3  | Grazer AK                | 0 - 2              | 0 - 1               |    |
| MS Ashdod          | 3 - 3  | NK Domžale               | 2 - 2              | 1 - 1               | *  |

 *  - aux buts à l'extérieur

 **  - aux tirs au but

### Premier tour
Les 31 vainqueurs du tour précédent, le CSKA Moscou, tenant du titre, les troisièmes des 2 fédérations classées entre aux 7e et le 8e rangs du classement UEFA, les quatrièmes des 5 fédérations classées entre le 4e et le 8e rang, les cinquièmes des 8 fédérations classées entre le 1er et le 8e rang, les sixièmes des 2 fédérations classées aux 1er et 3e rangs (le FC Liverpool participant finalement à la Ligue des Champions), les vainqueurs ou finalistes des Coupes nationales des 12 fédérations classées entre le 1er et le 12e rang ainsi que les 3 vainqueurs de la Coupe Intertoto et les 16 perdants du troisième tour préliminaire de la Ligue des Champions jouent en matchs aller-retour. Les 40 vainqueurs sont qualifiés pour la phase de groupes.
| Club                     | Aller | Total  | Retour    | Club                     |
| ------------------------ | ----- | ------ | --------- | ------------------------ |
| APOEL Nicosie            | 0-1   | 1-4    | 1-3       | Hertha Berlin            |
| AJ Auxerre               | 2-1   | 2-2E   | 0-1       | Levski Sofia             |
| Baník Ostrava            | 2-0   | 2-5    | 0-5       | SC Heerenveen            |
| FC Bâle                  | 5-0   | 6-0    | 1-0       | Široki Brijeg            |
| Bayer Leverkusen         | 0-1   | 0-2    | 0-1       | CSKA Sofia               |
| Beşiktaş                 | 0-1   | 4-2    | 4-1       | Malmö FF                 |
| Bolton                   | 2-1   | 4-2    | 2-1       | Lokomotiv Plovdiv        |
| Brøndby                  | 2-0   | 3-2    | 1-2       | FC Zurich                |
| Étoile rouge de Belgrade | 0-0   | E1-1   | 1-1       | Sporting Braga           |
| CSKA Moscou              | 3-1   | 6-2    | 3-1       | Midtjylland              |
| Dinamo Bucarest          | 5 - 1 | 5 - 2  | 0 - 1     | Everton                  |
| Feyenoord                | 1-1   | 1-2    | 0-1       | Rapid Bucarest           |
| Teplice                  | 1-1   | 1-3    | 0-2       | Espanyol Barcelone       |
| Germinal Beerschot       | 0-0   | 0-0tab | 0-0 a. p. | Olympique de Marseille   |
| Grasshopper Zurich       | 1-1   | 4-1    | 3-0       | MyPa 47                  |
| Vitoria Guimarães        | 3-0   | 4-0    | 1-0       | Wisła Cracovie           |
| Halmstads                | 1-2   | E4-4   | 3-2       | Sporting Portugal        |
| Hambourg                 | 1-1   | 2-1    | 1-0       | FC Copenhague            |
| Hibernian                | 0-0   | 1-5    | 1-5       | FC Dnipro Dnipropetrovsk |
| Krylia Sovetov           | 5-3   | 6-6E   | 1-3       | AZ Alkmaar               |
| RC Lens                  | 1-1   | 5-3    | 4-2       | Dyskobolia               |
| Grazer AK                | 0-2   | 0-7    | 0-5       | RC Strasbourg            |
| Litex Lovetch            | 2-2   | 3-2    | 1-0       | KRC Genk                 |
| Maccabi Petah-Tikvah     | 0-2   | 5-4    | 5-2       | Partizan Belgrade        |
| Middlesbrough            | 0-0   | 2-0    | 2-0       | Skoda Xanthi             |
| AS Monaco                | 2-0   | 5-1    | 3-1       | Willem II                |
| Palerme                  | 2-1   | 6-1    | 4-0       | Anorthosis Famagouste    |
| PAOK Salonique           | 1-1   | E3-3   | 2-2       | Metalurg Donetsk         |
| Stade rennais            | 3-1   | 3-1    | 0-0       | Osasuna Pampelune        |
| AS Rome                  | 5-1   | 5-1    | 0-0       | Aris FC                  |
| Séville FC               | 0-0   | 2-0    | 2-0       | Mayence 05               |
| Chakhtior Donetsk        | 4-1   | 6-1    | 2-0       | Debrecen                 |
| SK Brann                 | 1-2   | 3-5    | 2-3       | Lokomotiv Moscou         |
| Slavia Prague            | 2-0   | 4-1    | 2-1       | Cork City                |
| Tromsø IL                | 1-0   | 2-1    | 1-1       | Galatasaray              |
| Vålerenga IF             | 0-3   | 1-6    | 1-3       | Steaua Bucarest          |
| VfB Stuttgart            | 2-1   | 2-0    | 0-1       | NK Domžale               |
| Viking Stavanger         | 1-0   | E2-2   | 1-2       | Austria Vienne           |
| Vitória Setubal          | 1-1   | 1-2    | 0-1       | Sampdoria                |
| Zénith Saint-Pétersbourg | 0-0   | 1-0    | 1-0       | AEK Athènes              |

## Phase de groupes
Les 40 vainqueurs du tour précédent sont répartis en huit groupes de cinq équipes. Chaque équipe joue une fois contre les quatre autres équipes du groupe. Les trois premiers de chaque groupe sont qualifiés pour les seizièmes de finale.
En cas d'égalité dans un groupe u terme des six matchs, les critères suivants sont utilisés pour départager les équipes :
- Différence de buts
- Buts marqués
- Buts marqués à l'extérieur
- Coefficient UEFA

Légende des classements
- Qualifié pour les seizièmes de finale

Légende des résultats
- Victoire à domicile
- Match nul
- Victoire à l'extérieur

### Groupe A
| Rang | Équipe           | Pts | J | G | N | P | Bp | Bc | Diff |  | Résultats (▼ dom., ► ext.) |     |     |     |     |     |
| ---- | ---------------- | --- | - | - | - | - | -- | -- | ---- |  | -------------------------- | --- | --- | --- | --- | --- |
| 1    | AS Monaco        | 9   | 4 | 3 | 0 | 1 | 6  | 2  | +4   |  | AS Monaco                  |     | 2-0 |     |     | 2-1 |
| 2    | Hambourg SV      | 9   | 4 | 3 | 0 | 1 | 5  | 2  | +3   |  | Hambourg SV                |     |     | 2-0 | 2-0 |     |
| 3    | Slavia Prague    | 4   | 4 | 1 | 1 | 2 | 6  | 8  | -2   |  | Slavia Prague              | 0-2 |     |     |     | 4-2 |
| 4    | Viking Stavanger | 4   | 4 | 1 | 1 | 2 | 3  | 6  | -3   |  | Viking Stavanger           | 1-0 |     | 2-2 |     |     |
| 5    | CSKA Sofia       | 3   | 4 | 1 | 0 | 3 | 5  | 7  | -2   |  | CSKA Sofia                 |     | 0-1 |     | 2-0 |     |

### Groupe B
| Rang | Équipe               | Pts | J | G | N | P | Bp | Bc | Diff |  | Résultats (▼ dom., ► ext.) |     |     |     |     |     |
| ---- | -------------------- | --- | - | - | - | - | -- | -- | ---- |  | -------------------------- | --- | --- | --- | --- | --- |
| 1    | Palerme              | 8   | 4 | 2 | 2 | 0 | 6  | 2  | +4   |  | Palerme                    |     |     | 0-0 | 3-0 |     |
| 2    | Espanyol Barcelone   | 8   | 4 | 2 | 2 | 0 | 4  | 2  | +2   |  | Espanyol Barcelone         | 1-1 |     |     |     | 1-0 |
| 3    | Lokomotiv Moscou     | 7   | 4 | 2 | 1 | 1 | 8  | 3  | +5   |  | Lokomotiv Moscou           |     | 0-1 |     | 4-2 |     |
| 4    | Brøndby IF           | 4   | 4 | 1 | 1 | 2 | 5  | 8  | -3   |  | Brøndby IF                 |     | 1-1 |     |     | 2-0 |
| 5    | Maccabi Petah-Tikvah | 0   | 4 | 0 | 0 | 4 | 1  | 9  | -8   |  | Maccabi Petah-Tikvah       | 1-2 |     | 0-4 |     |     |

### Groupe C
| Rang | Équipe          | Pts | J | G | N | P | Bp | Bc | Diff |  | Résultats (▼ dom., ► ext.) |     |     |     |     |     |
| ---- | --------------- | --- | - | - | - | - | -- | -- | ---- |  | -------------------------- | --- | --- | --- | --- | --- |
| 1    | Steaua Bucarest | 8   | 4 | 2 | 2 | 0 | 7  | 0  | +7   |  | Steaua Bucarest            |     | 4-0 |     |     | 3-0 |
| 2    | RC Lens         | 7   | 4 | 2 | 1 | 1 | 7  | 5  | +2   |  | RC Lens                    |     |     |     | 2-1 | 5-0 |
| 3    | Hertha Berlin   | 6   | 4 | 1 | 3 | 0 | 1  | 0  | +1   |  | Hertha Berlin              | 0-0 | 0-0 |     |     |     |
| 4    | Sampdoria       | 5   | 4 | 1 | 2 | 1 | 4  | 3  | +1   |  | Sampdoria                  | 0-0 |     | 0-0 |     |     |
| 5    | Halmstads BK    | 0   | 4 | 0 | 0 | 4 | 1  | 12 | -11  |  | Halmstads BK               |     |     | 0-1 | 1-3 |     |

### Groupe D
| Rang | Équipe                   | Pts | J | G | N | P | Bp | Bc | Diff |  | Résultats (▼ dom., ► ext.) |     |     |     |     |     |
| ---- | ------------------------ | --- | - | - | - | - | -- | -- | ---- |  | -------------------------- | --- | --- | --- | --- | --- |
| 1    | Middlesbrough            | 10  | 4 | 3 | 1 | 0 | 6  | 0  | +6   |  | Middlesbrough              |     |     | 2-0 | 3-0 |     |
| 2    | AZ Alkmaar               | 10  | 4 | 3 | 1 | 0 | 5  | 1  | +4   |  | AZ Alkmaar                 | 0-0 |     |     |     | 1-0 |
| 3    | Litex Lovetch            | 6   | 4 | 2 | 0 | 2 | 4  | 5  | -1   |  | Litex Lovetch              |     | 0-2 |     |     | 2-1 |
| 4    | FC Dnipro Dnipropetrovsk | 3   | 4 | 1 | 0 | 3 | 4  | 9  | -5   |  | FC Dnipro Dnipropetrovsk   |     | 1-2 | 0-2 |     |     |
| 5    | Grasshopper Zürich       | 0   | 4 | 0 | 0 | 4 | 3  | 7  | -4   |  | Grasshopper Zürich         | 0-1 |     |     | 2-3 |     |

### Groupe E
| Rang | Équipe                   | Pts | J | G | N | P | Bp | Bc | Diff |  | Résultats (▼ dom., ► ext.) |     |     |     |     |     |
| ---- | ------------------------ | --- | - | - | - | - | -- | -- | ---- |  | -------------------------- | --- | --- | --- | --- | --- |
| 1    | RC Strasbourg            | 8   | 4 | 2 | 2 | 0 | 7  | 3  | +4   |  | RC Strasbourg              |     |     |     | 2-2 | 2-0 |
| 2    | AS Rome                  | 7   | 4 | 2 | 1 | 1 | 7  | 6  | +1   |  | AS Rome                    | 1-1 |     | 3-1 |     |     |
| 3    | FC Bâle                  | 6   | 4 | 2 | 0 | 2 | 7  | 9  | -2   |  | FC Bâle                    | 0-2 |     |     |     | 4-3 |
| 4    | Étoile rouge de Belgrade | 4   | 4 | 1 | 1 | 2 | 7  | 8  | -1   |  | Étoile rouge de Belgrade   |     | 3-1 | 1-2 |     |     |
| 5    | Tromsø IL                | 3   | 4 | 1 | 0 | 3 | 7  | 9  | -2   |  | Tromsø IL                  |     | 1-2 |     | 3-1 |     |

À la suite des incidents en match de qualification contre l'Inter Zapresic, l'Étoile rouge de Belgrade a joué le match contre le FC Bâle à huis clos.
À noter que, chose peu banale, toutes les équipes ont marqué sept buts.

### Groupe F
| Rang | Équipe                 | Pts | J | G | N | P | Bp | Bc | Diff |  | Résultats (▼ dom., ► ext.) |     |     |     |     |     |
| ---- | ---------------------- | --- | - | - | - | - | -- | -- | ---- |  | -------------------------- | --- | --- | --- | --- | --- |
| 1    | Olympique de Marseille | 9   | 4 | 3 | 0 | 1 | 5  | 3  | +2   |  | Olympique de Marseille     |     |     | 1-0 |     | 2-1 |
| 2    | Levski Sofia           | 6   | 4 | 2 | 0 | 2 | 4  | 4  | 0    |  | Levski Sofia               | 1-0 |     |     |     | 1-0 |
| 3    | SC Heerenveen          | 5   | 4 | 1 | 2 | 1 | 2  | 2  | 0    |  | SC Heerenveen              |     | 2-1 |     | 0-0 |     |
| 4    | CSKA Moscou            | 4   | 4 | 1 | 1 | 2 | 3  | 4  | -1   |  | CSKA Moscou                | 1-2 | 2-1 |     |     |     |
| 5    | Dinamo Bucarest        | 4   | 4 | 1 | 1 | 2 | 2  | 3  | -1   |  | Dinamo Bucarest            |     |     | 0-0 | 1-0 |     |

### Groupe G
| Rang | Équipe           | Pts | J | G | N | P | Bp | Bc | Diff |  | Résultats (▼ dom., ► ext.) |     |     |     |     |     |
| ---- | ---------------- | --- | - | - | - | - | -- | -- | ---- |  | -------------------------- | --- | --- | --- | --- | --- |
| 1    | Rapid Bucarest   | 9   | 4 | 3 | 0 | 1 | 5  | 2  | +3   |  | Rapid Bucarest             |     |     |     | 1-0 | 2-0 |
| 2    | Shakhtar Donetsk | 9   | 4 | 3 | 0 | 1 | 4  | 1  | +3   |  | Shakhtar Donetsk           | 0-1 |     |     | 1-0 |     |
| 3    | VfB Stuttgart    | 9   | 4 | 3 | 0 | 1 | 6  | 4  | +2   |  | VfB Stuttgart              | 2-1 | 0-2 |     |     |     |
| 4    | PAOK Salonique   | 3   | 4 | 1 | 0 | 3 | 6  | 5  | +1   |  | PAOK Salonique             |     |     | 1-2 |     | 5-1 |
| 5    | Stade rennais    | 0   | 4 | 0 | 0 | 4 | 1  | 10 | -9   |  | Stade rennais              |     | 0-1 | 0-2 |     |     |

### Groupe H
| Rang | Équipe                   | Pts | J | G | N | P | Bp | Bc | Diff |  | Résultats (▼ dom., ► ext.) |     |     |     |     |     |
| ---- | ------------------------ | --- | - | - | - | - | -- | -- | ---- |  | -------------------------- | --- | --- | --- | --- | --- |
| 1    | Séville FC               | 7   | 4 | 2 | 1 | 1 | 8  | 4  | +4   |  | Séville FC                 |     |     |     | 3-0 | 3-1 |
| 2    | Zénith Saint-Pétersbourg | 7   | 4 | 2 | 1 | 1 | 5  | 4  | +1   |  | Zénith Saint-Pétersbourg   | 2-1 |     |     |     | 2-1 |
| 3    | Bolton                   | 6   | 4 | 1 | 3 | 0 | 4  | 3  | +1   |  | Bolton                     | 1-1 | 1-0 |     |     |     |
| 4    | Beşiktaş                 | 5   | 4 | 1 | 2 | 1 | 5  | 6  | -1   |  | Beşiktaş                   |     | 1-1 | 1-1 |     |     |
| 5    | Vitoria Guimarães        | 1   | 4 | 0 | 1 | 3 | 4  | 9  | -5   |  | Vitoria Guimarães          |     |     | 1-1 | 1-3 |     |

## Seizièmes de finale
Les trois premiers de chaque groupe ainsi que les troisièmes de chaque groupe de la Ligue des Champions s'affrontent en matchs aller-retour. Les 16 vainqueurs sont qualifiés pour les huitièmes de finale.
| Club                | Aller | Total  | Retour | Club                     |
| ------------------- | ----- | ------ | ------ | ------------------------ |
| Litex Lovetch       | 0 - 2 | 0 - 2  | 0 - 0  | RC Strasbourg            |
| Artmedia Bratislava | 0 - 1 | 0 - 3  | 0 - 2  | Levski Sofia             |
| FC Bâle             | 1 - 0 | 2 - 1  | 1 - 1  | AS Monaco                |
| Rosenborg           | 0 - 2 | 1 - 4  | 1 - 2  | Zénith Saint-Pétersbourg |
| Lille OSC           | 3 - 2 | 3 - 2  | 0 - 0  | Shakhtar Donetsk         |
| SC Heerenveen       | 1 - 3 | 2 - 3  | 1 - 0  | Steaua Bucarest          |
| Club Bruges         | 1 - 2 | 2 - 4  | 1 - 2  | AS Rome                  |
| Udinese             | 3 - 0 | 3 - 1  | 0 - 1  | RC Lens                  |
| Bolton              | 0 - 0 | 1 - 2  | 1 - 2  | Olympique de Marseille   |
| Betis Séville       | 2 - 0 | 3 - 2  | 1 - 2  | AZ Alkmaar               |
| Hertha Berlin       | 0 - 1 | 0 - 3  | 0 - 2  | Rapid Bucarest           |
| Schalke 04          | 2 - 1 | 5 - 1  | 3 - 0  | Espanyol Barcelone       |
| Lokomotiv Moscou    | 0 - 1 | 0 - 3  | 0 - 2  | Séville FC               |
| FC Thoune           | 1 - 0 | 1 - 2  | 0 - 2  | Hambourg                 |
| Slavia Prague       | 2 - 1 | 2 - 2E | 0 - 1  | Palerme                  |
| VfB Stuttgart       | 1 - 2 | 2 - 2E | 1 - 0  | Middlesbrough            |

## Huitièmes de finale
| Club                   | Aller | Total  | Retour | Club                     |
| ---------------------- | ----- | ------ | ------ | ------------------------ |
| FC Bâle                | 2 - 0 | 4 - 2  | 2 - 2  | RC Strasbourg            |
| Udinese                | 0 - 0 | 1 - 2  | 1 - 2  | Levski Sofia             |
| Olympique de Marseille | 0 - 1 | 1 - 2  | 1 - 1  | Zénith Saint-Pétersbourg |
| Lille OSC              | 1 - 0 | 1 - 2  | 0 - 2  | Séville FC               |
| Steaua Bucarest        | 0 - 0 | 3 - 0  | 3 - 0  | Betis Séville            |
| Middlesbrough          | 1 - 0 | E2 - 2 | 1 - 2  | AS Rome                  |
| Rapid Bucarest         | 2 - 0 | E3 - 3 | 1 - 3  | Hambourg                 |
| Palerme                | 1 - 0 | 1 - 3  | 0 - 3  | Schalke 04               |

## Quarts de finale
| Club           | Aller | Total  | Retour | Club                     |
| -------------- | ----- | ------ | ------ | ------------------------ |
| Séville FC     | 4 - 1 | 5 - 2  | 1 - 1  | Zénith Saint-Pétersbourg |
| FC Bâle        | 2 - 0 | 3 - 4  | 1 - 4  | Middlesbrough            |
| Rapid Bucarest | 1 - 1 | 1 - 1E | 0 - 0  | Steaua Bucarest          |
| Levski Sofia   | 1 - 3 | 2 - 4  | 1 - 1  | Schalke 04               |

## Demi-finales
| Club            | Aller | Total | Retour | Club          |
| --------------- | ----- | ----- | ------ | ------------- |
| Schalke 04      | 0 - 0 | 0 - 1 | 0 - 1  | Séville FC    |
| Steaua Bucarest | 1 - 0 | 3 - 4 | 2 - 4  | Middlesbrough |

## Finale
| Club          | Total | Club       |
| ------------- | ----- | ---------- |
| Middlesbrough | 0 - 4 | Séville FC |